# Technopolis (Mechelen)

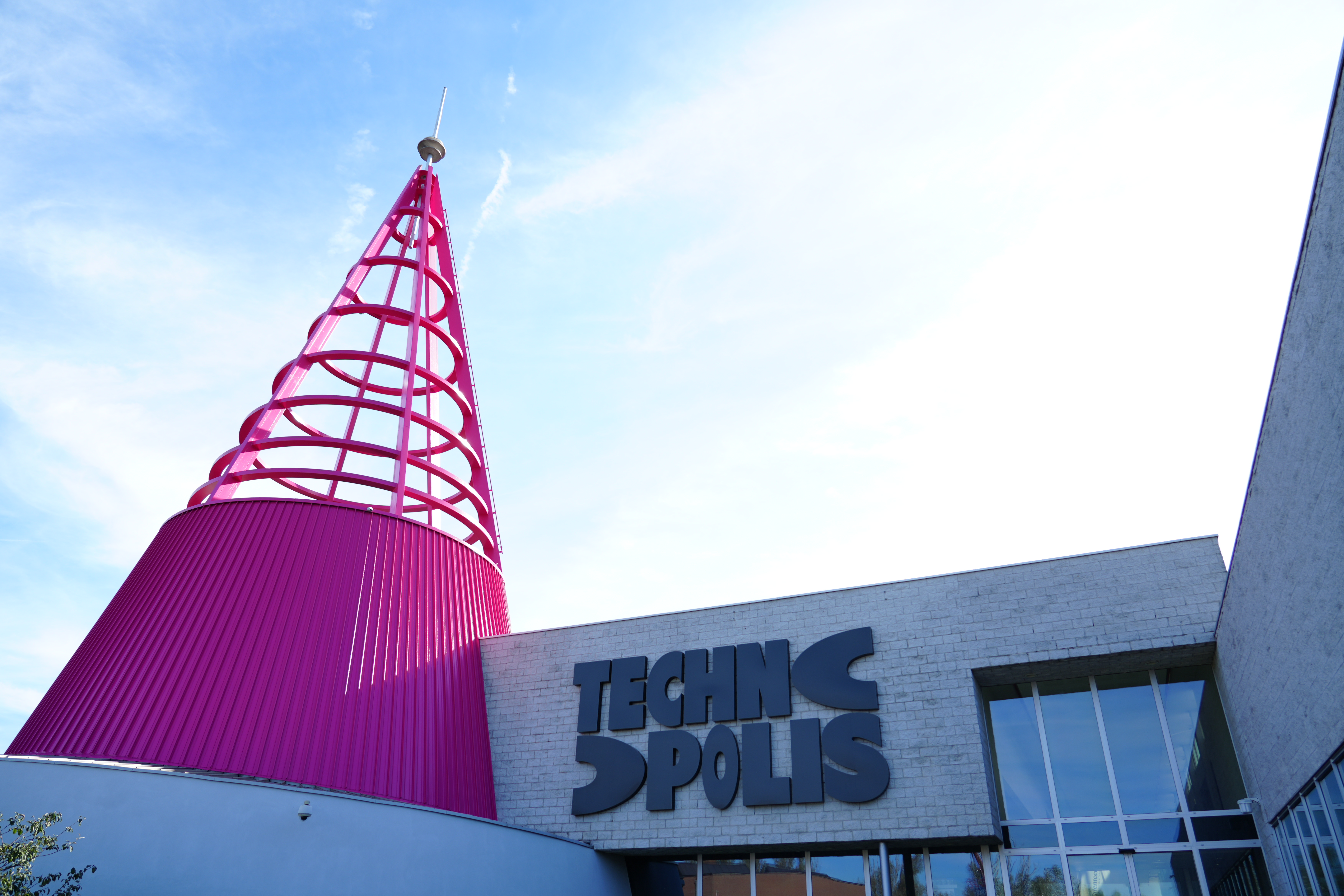
Technopolis

Technopolis is een Vlaams "doe-centrum" voor wetenschap en technologie in de Belgische stad Mechelen.
In Technopolis experimenteert de bezoeker zelf, zodat men direct kan ervaren hoe wetenschap en technologie deel uitmaken van het dagelijkse leven. Technopolis is een science center. Men vindt er dus in de eerste plaats interactieve opstellingen. Daarnaast worden er regelmatig wetenschapsshows en -demonstraties gehouden, en kan de bezoeker in het weekend en tijdens vakanties deelnemen aan workshops. Daarnaast geeft Technopolis ook shows en workshops op verplaatsing en is het actief op sociale media om wetenschap ook bij jongeren te populariseren.

## Geschiedenis
Technopolis opende in februari 2000 zijn deuren voor het grote publiek. In juni 2006 opende de Doe-tuin, waardoor de bezoeker ook buiten kan experimenteren.
In juni 2007 werd uitgebreid met het Kinder-doe-centrum, waarin ook kinderen van 4 tot 8 jaar op hun maat en niveau de wetenschap en technologie ontdekken achter alledaagse dingen. In 2013 opende Technopolis een uitbreiding met een zone voor jongeren van 8 tot 14 jaar, een workshopruimte (het Atelier) en een labo (het Lab).
In het najaar van 2016 werd Stephane Berghmans aangesteld als de opvolger van CEO Erik Jacquemyn.
Begin 2019 kondigde Technopolis aan dat de Vlaamse regering 10 miljoen investeert in de grondige vernieuwing van Technopolis. Eind 2019 opende STEK, een ruimte bestemd voor jongeren van 14 tot 18 jaar. In STEK worden een paar keer per maand na de schooluren gratis workshops georganiseerd. In 2021 opende de expo Zeekracht, een immersieve digitale zone over nieuwe technologieën in de havens en in de zee. Na verloop van tijd zullen in deze zones ook nog andere tijdelijke expo's geopend worden. In 2022 werd de hoofdexpo van Technopolis volledig vernieuwd. 
In 2024 opende de zone ON/OFF, waar de focus volledig ligt op digitale technologieën zoals VR, AI en AR. In STEK opende de tijdelijke expo 'AI!'.
Ook werd het Kinder-doe-centrum gesloten en volledig vernieuwd. Eind 2024 opende 'Doolhoofd', waar de allerkleinsten aangemoedigd om vragen te stellen en zelf op onderzoek te gaan.

## Enkele attracties
- Fietsen op een kabel op 5 meter hoogte / met vierkante wielen / met VR
- Aan een omgekeerde jojo bengelen
- Een vliegtuig doen landen
- Een dutje doen op een spijkerbed
- Een auto opheffen
- Je haren laten rechtzetten met elektriciteit met de vandegraaffgenerator
- Parapente vliegen in virtual reality

## Online wetenschapscommunicatie
In juni 2017 startte Technopolis een eigen YouTube-kanaal. Zo proberen ze wetenschap op een jeugdige manier tot bij de jongeren te brengen. Edutainers Robbe Tanghe en Katrien Magnus ontpopten zich tot vloggers. Zij werden in 2019 opgevolgd door Zanne Geysen en Emiel Dehouwer, die tot op de dag van vandaag de huis-vloggers van het bedrijf vormen.
Ondertussen is Technopolis bekend op zowat alle sociale mediakanalen, waaronder Instagram, Facebook, LinkedIn en ook TikTok waar ze een van de grootste Belgische kanalen bezitten.

## Trivia
- In februari 2011 werd er het wereldrecord ‘Grootste chemieles’ gebroken met 562 jongeren. Dat wereldrecord werd in 2015 met meer dan 1000 jongeren opnieuw verbroken.[2]
- In november 2017 werd het wereldrecord 'Hoogste tandpastafontein' verbroken.[3]